# Maximiliano Villa
Maximiliano Villa (Montevideo, Uruguay, 3 de marzo de 1997) es un futbolista uruguayo que juega como defensa en Atlético  Tucumán de la Primera División de Argentina.

## Trayectoria
Hizo el fútbol infantil en el Club Carabela de Montevideo y desde los 11 años integra las divisiones formativas del Club Nacional de Football. Integra el proceso de selección uruguaya de fútbol sub-20 dirigida por Fabián Coito.
En enero de 2023, se convirtió en refuerzo de Montevideo City Torque, hasta diciembre de 2024.

### Nacional
El 2 de febrero de 2016, Gustavo Munúa, el entrenador de Nacional lo ascendió de las categorías inferiores para entrenar con el primer equipo y probablemente tener algunos minutos en el torneo clausura. Su llegada al primer equipo provocó que el equipo uruguayo no fichara a Agustín Sant'Anna que estaba cerca de llegar al club y con quien también estaban peleando por un puesto en la sub-20 de Uruguay.

## Estadísticas
| Club                            | País    | Año       |
| ------------------------------- | ------- | --------- |
| Nacional                        | Uruguay | 2016-2019 |
| C. F. Peralada (préstamo)       | España  | 2017-2018 |
| Girona F. C.                    | España  | 2019-2022 |
| S. D. Ponferradina (préstamo)   | España  | 2019-2020 |
| Villarreal C. F. "B" (préstamo) | España  | 2020-2021 |
| Boston River                    | Uruguay | 2022-2023 |
| Montevideo City Torque          | Uruguay | 2023-2025 |
| Atlético Tucumán                | Uruguay | 2025-act. |